# 3288 Seleucus
3288 Seleucus (1982 DV) là một tiểu hành tinh Amor được phát hiện ngày 28 tháng 2 năm 1982 bởi H.-E. Schuster ở La Silla.